# Ligne Ban'etsu Ouest
La ligne Ban'etsu Ouest (磐越西線, Ban'etsu-sai-sen) est une ligne ferroviaire exploitée par la East Japan Railway Company (JR East), dans les préfecture de Fukushima et Niigata au Japon. Elle relie la gare de Kōriyama à Kōriyama à la gare de Niitsu à Niigata.

## Histoire
La ligne a été ouverte par étapes entre 1898 et 1914.

## Caractéristiques

### Ligne
- Longueur : 175,6 km
- Écartement : 1 067 mm
- Électrification : 20 000 V - 50 Hz entre Kōriyama et Kitakata
- nombre de voies : voie unique

### Services et interconnexion
La ligne est parcourue par des trains omnibus et quelques trains rapides. A Niitsu, la plupart des trains continuent sur la ligne principale Shin'etsu jusqu'à Niigata.
Le train à vapeur SL Ban'etsu Monogatari fait un aller-retour entre Niitsu et Aizu-Wakamatsu certains week-ends et jours feriés.

### Tracé
|  |

### Liste des gares

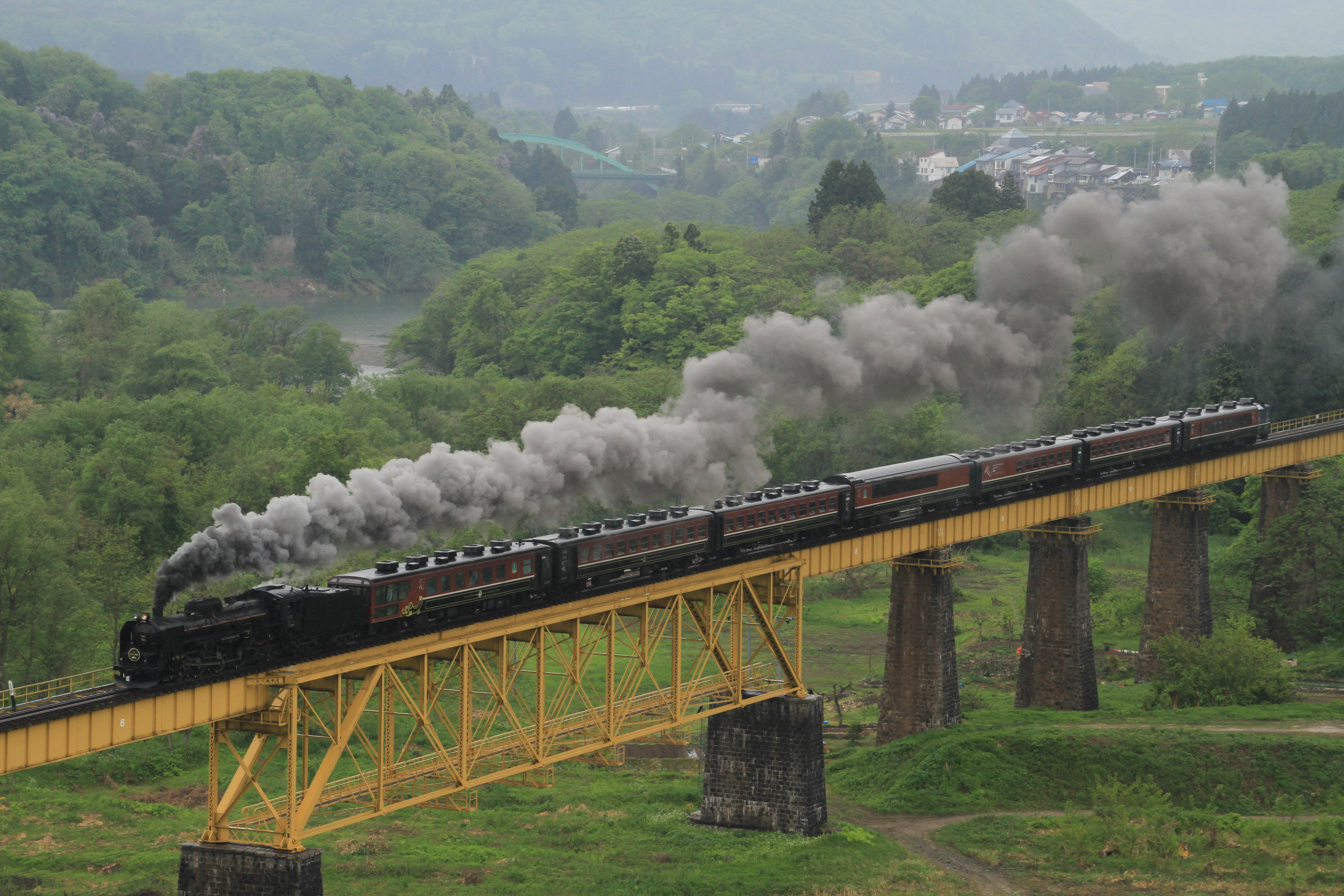
Passage du SL Ban'etsu Monogatari sur le pont de la rivière Ichinoto.

| Gare             | Nom japonais | Distance depuis Kōriyama (km) | Correspondances                                           | Localisation  | Localisation            |
| ---------------- | ------------ | ----------------------------- | --------------------------------------------------------- | ------------- | ----------------------- |
| Kōriyama         | 郡山         | 0                             | JR East : Tōhoku Shinkansen, Ban'etsu Est, Suigun, Tōhoku | Kōriyama      | Préfecture de Fukushima |
| Kōriyamatomita   | 郡山富田     | 3,4                           |                                                           | Kōriyama      | Préfecture de Fukushima |
| Kikuta           | 喜久田       | 7,9                           |                                                           | Kōriyama      | Préfecture de Fukushima |
| Akogashima       | 安子ケ島     | 11,8                          |                                                           | Kōriyama      | Préfecture de Fukushima |
| Bandai-Atami     | 磐梯熱海     | 15,4                          |                                                           | Kōriyama      | Préfecture de Fukushima |
| Nakayamajuku     | 中山宿       | 20,8                          |                                                           | Kōriyama      | Préfecture de Fukushima |
| Jōko (ja)        | 上戸         | 27,3                          |                                                           | Inawashiro    | Préfecture de Fukushima |
| Sekito           | 関都         | 31,0                          |                                                           | Inawashiro    | Préfecture de Fukushima |
| Kawageta         | 川桁         | 33,4                          |                                                           | Inawashiro    | Préfecture de Fukushima |
| Inawashiro       | 猪苗代       | 36,7                          |                                                           | Inawashiro    | Préfecture de Fukushima |
| Okinashima       | 翁島         | 41,1                          |                                                           | Inawashiro    | Préfecture de Fukushima |
| Bandaimachi      | 磐梯町       | 51,2                          |                                                           | Bandai        | Préfecture de Fukushima |
| Higashi-Nagahara | 東長原       | 57,2                          |                                                           | Aizuwakamatsu | Préfecture de Fukushima |
| Hirota           | 広田         | 60,0                          |                                                           | Aizuwakamatsu | Préfecture de Fukushima |
| Aizu-Wakamatsu   | 会津若松     | 64,6                          | JR East : Tadami Aizu Railway : Aizu                      | Aizuwakamatsu | Préfecture de Fukushima |
| Dōjima           | 堂島         | 70,1                          |                                                           | Aizuwakamatsu | Préfecture de Fukushima |
| Oikawa           | 笈川         | 73,2                          |                                                           | Yugawa        | Préfecture de Fukushima |
| Shiokawa         | 塩川         | 75,1                          |                                                           | Kitakata      | Préfecture de Fukushima |
| Ubadō            | 姥堂         | 77,5                          |                                                           | Kitakata      | Préfecture de Fukushima |
| Aizu-Toyokawa    | 会津豊川     | 79,5                          |                                                           | Kitakata      | Préfecture de Fukushima |
| Kitakata         | 喜多方       | 81,2                          |                                                           | Kitakata      | Préfecture de Fukushima |
| Yamato           | 山都         | 91,1                          |                                                           | Kitakata      | Préfecture de Fukushima |
| Ogino            | 荻野         | 97,2                          |                                                           | Kitakata      | Préfecture de Fukushima |
| Onobori          | 尾登         | 101,0                         |                                                           | Nishiaizu     | Préfecture de Fukushima |
| Nozawa           | 野沢         | 106,2                         |                                                           | Nishiaizu     | Préfecture de Fukushima |
| Kami-Nojiri      | 上野尻       | 111,3                         |                                                           | Nishiaizu     | Préfecture de Fukushima |
| Tokusawa         | 徳沢         | 118,0                         |                                                           | Nishiaizu     | Préfecture de Fukushima |
| Toyomi           | 豊実         | 121,3                         |                                                           | Aga           | Préfecture de Niigata   |
| Hideya           | 日出谷       | 128,4                         |                                                           | Aga           | Préfecture de Niigata   |
| Kanose           | 鹿瀬         | 133,6                         |                                                           | Aga           | Préfecture de Niigata   |
| Tsugawa          | 津川         | 137,0                         |                                                           | Aga           | Préfecture de Niigata   |
| Mikawa           | 三川         | 144,4                         |                                                           | Aga           | Préfecture de Niigata   |
| Igashima         | 五十島       | 148,6                         |                                                           | Aga           | Préfecture de Niigata   |
| Higashi-Gejō     | 東下条       | 152,5                         |                                                           | Aga           | Préfecture de Niigata   |
| Sakihana         | 咲花         | 155,6                         |                                                           | Gosen         | Préfecture de Niigata   |
| Maoroshi         | 馬下         | 158,4                         |                                                           | Gosen         | Préfecture de Niigata   |
| Saruwada         | 猿和田       | 161,9                         |                                                           | Gosen         | Préfecture de Niigata   |
| Gosen            | 五泉         | 165,7                         |                                                           | Gosen         | Préfecture de Niigata   |
| Kita-Gosen       | 北五泉       | 167,5                         |                                                           | Gosen         | Préfecture de Niigata   |
| Shinseki         | 新関         | 170,0                         |                                                           | Niigata       | Préfecture de Niigata   |
| Higashi-Niitsu   | 東新津       | 172,8                         |                                                           | Niigata       | Préfecture de Niigata   |
| Niitsu           | 新津         | 175,6                         | JR East : Shin'etsu (interconnexion), Uetsu               | Niigata       | Préfecture de Niigata   |

## Matériel roulant

### Actuel

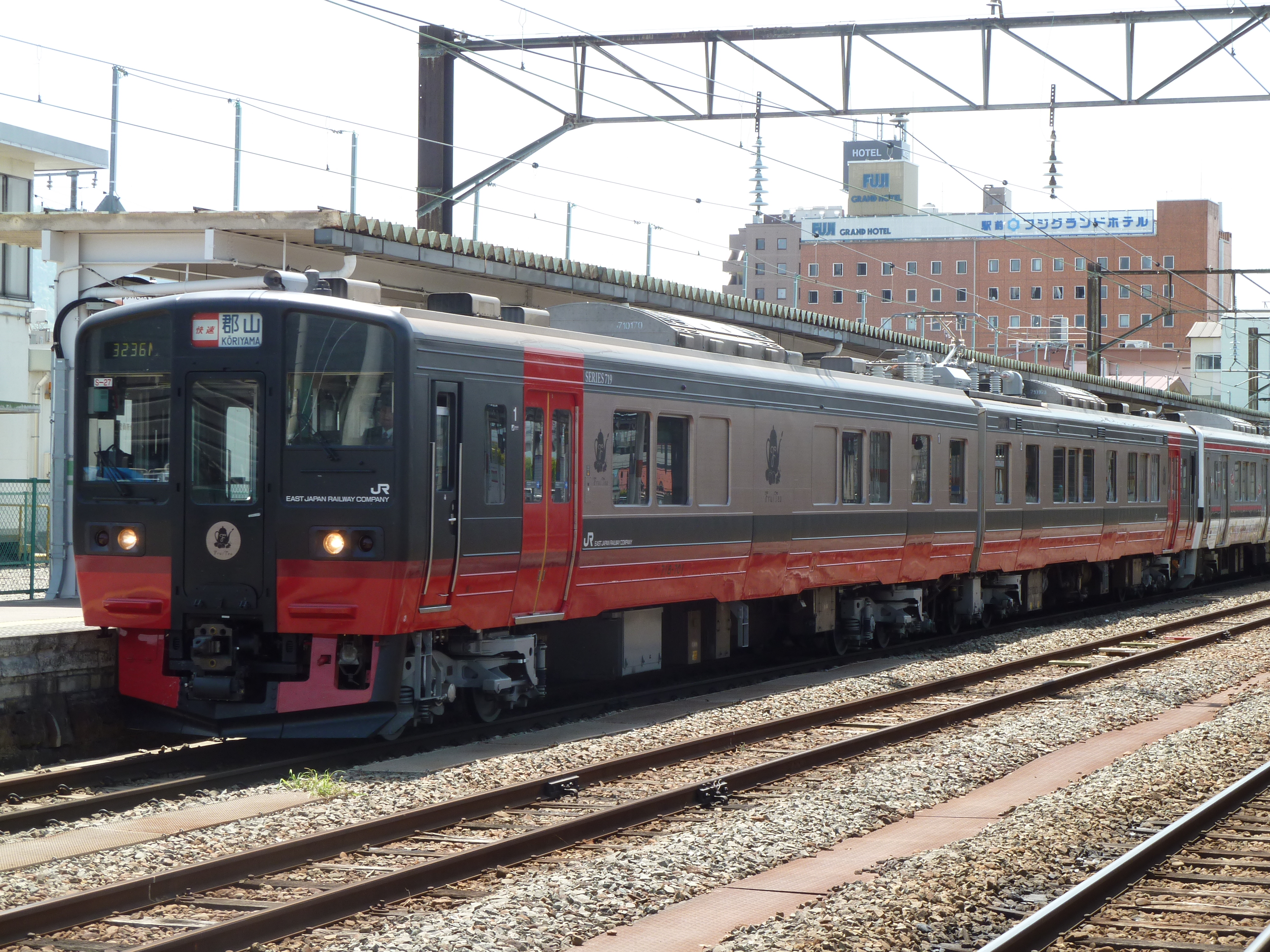
Série 719-700 FruiTea Fukushima
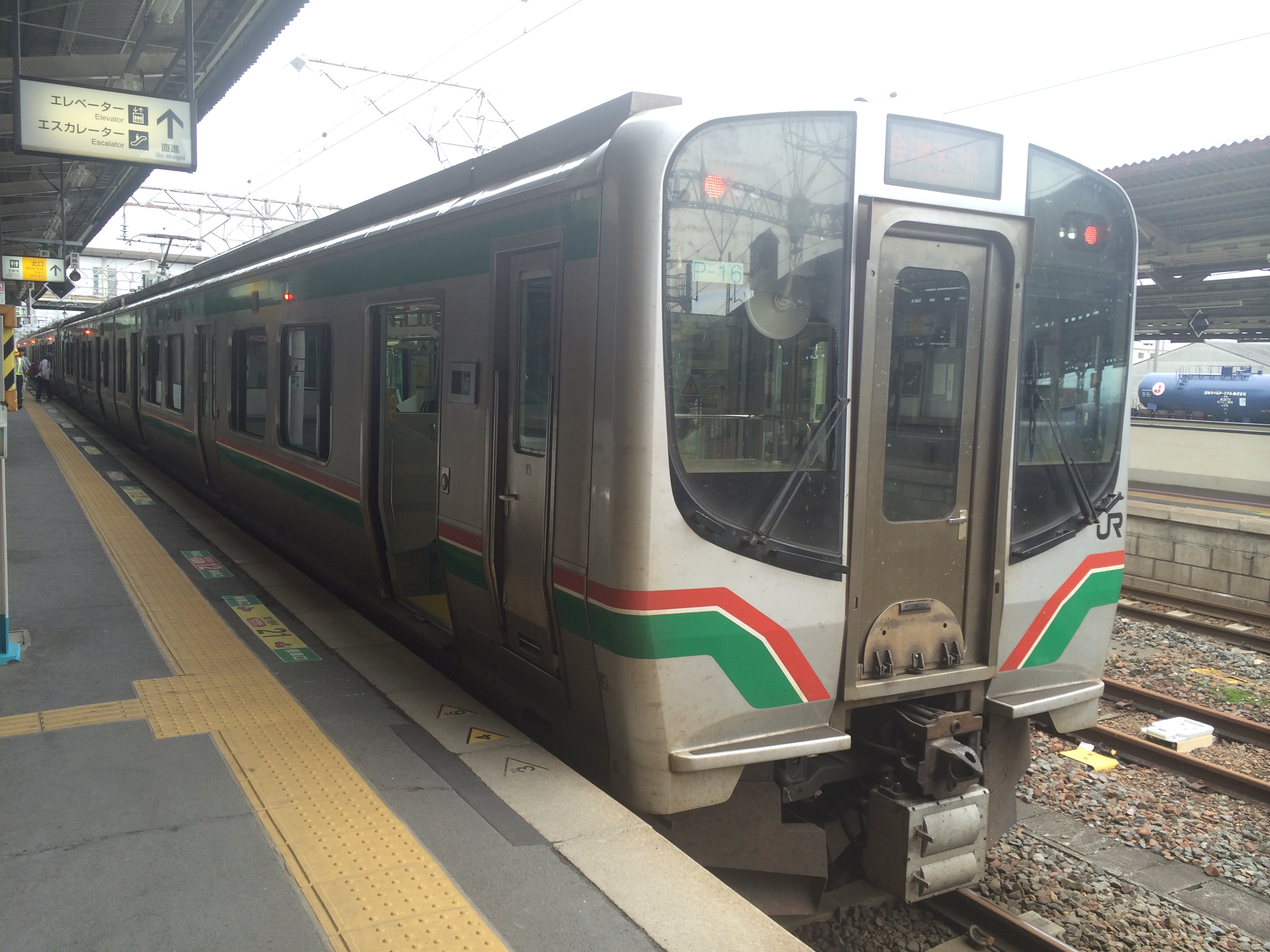
Série E721
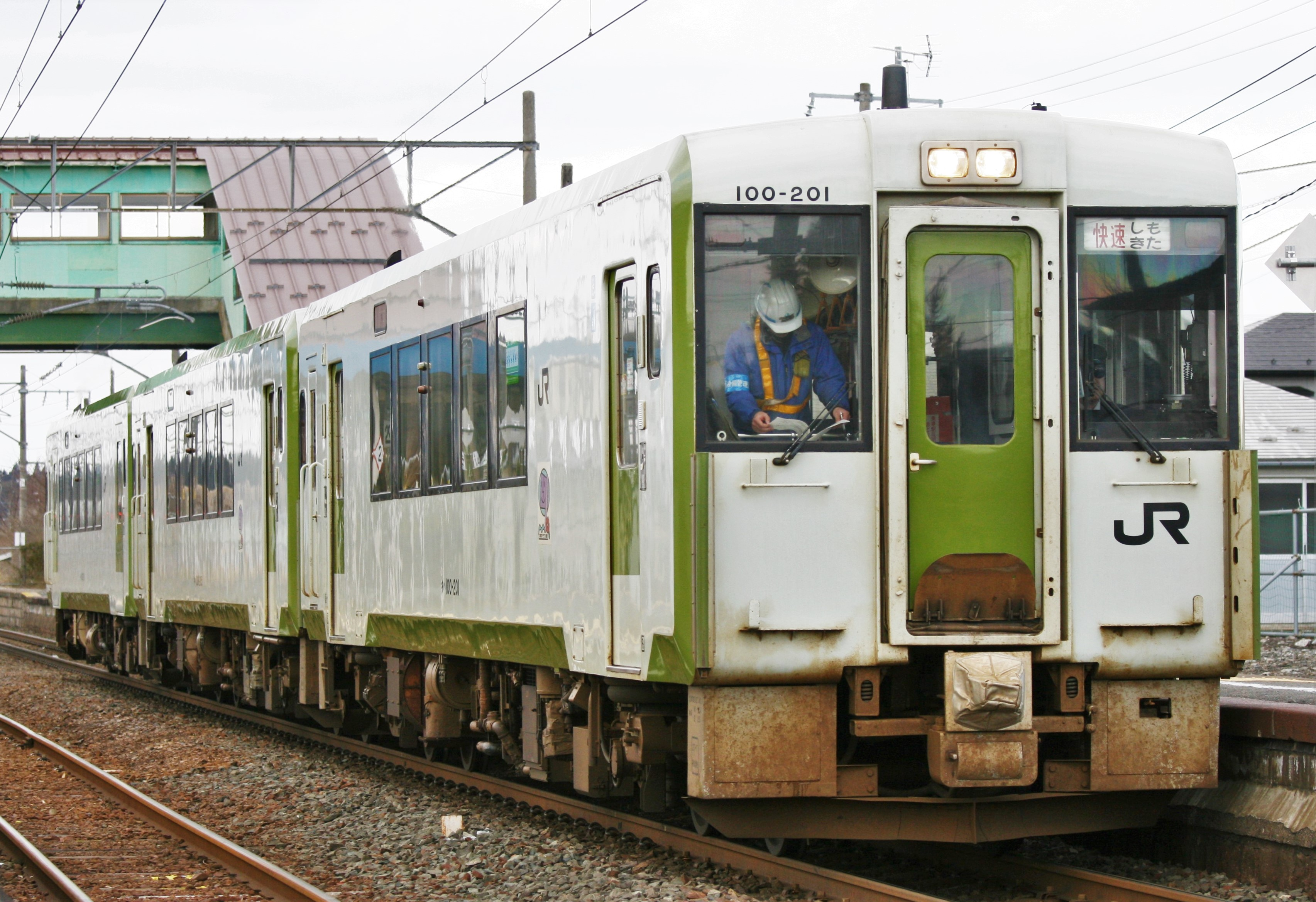
Série KiHa 110
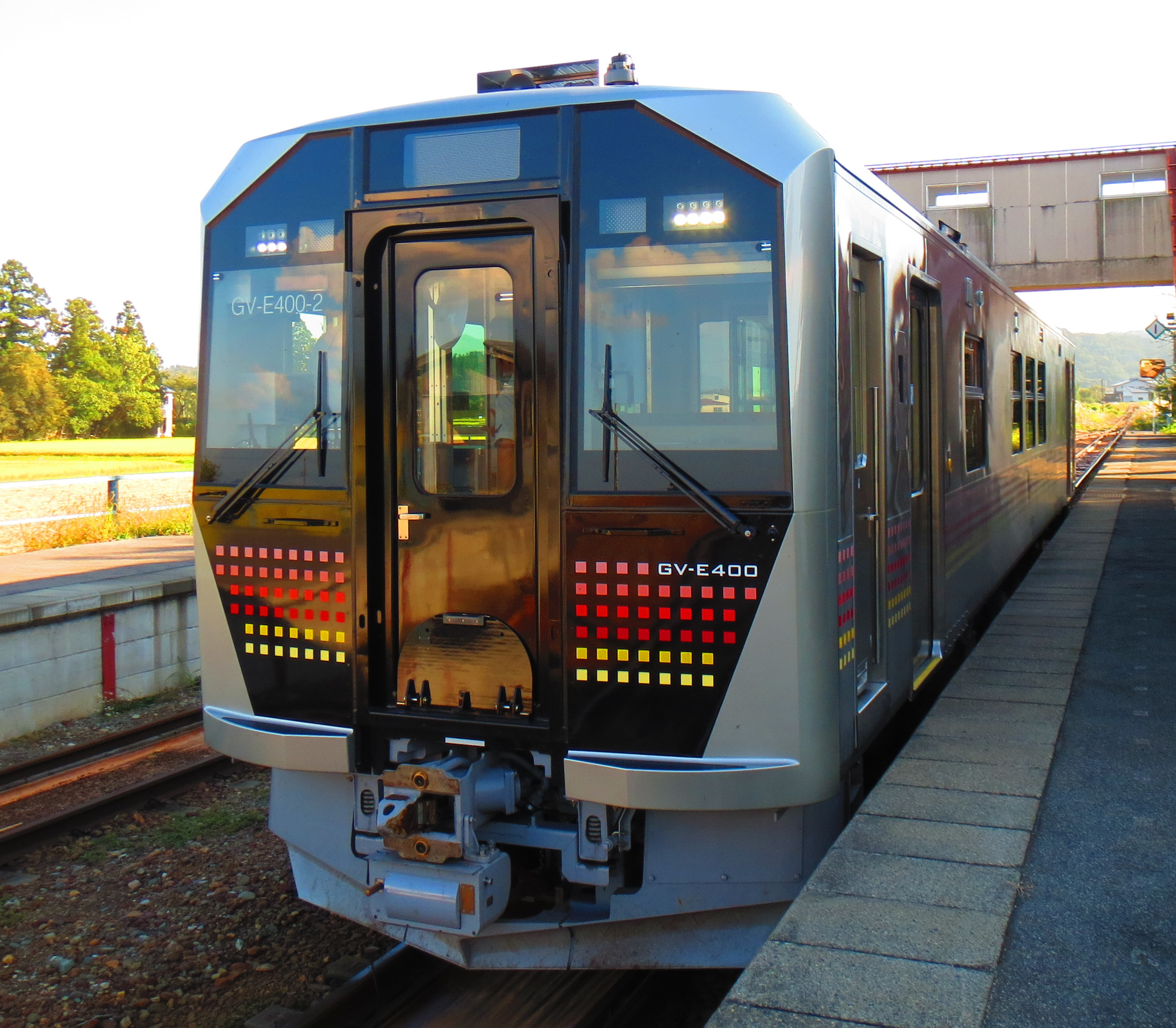
Série GV-E400
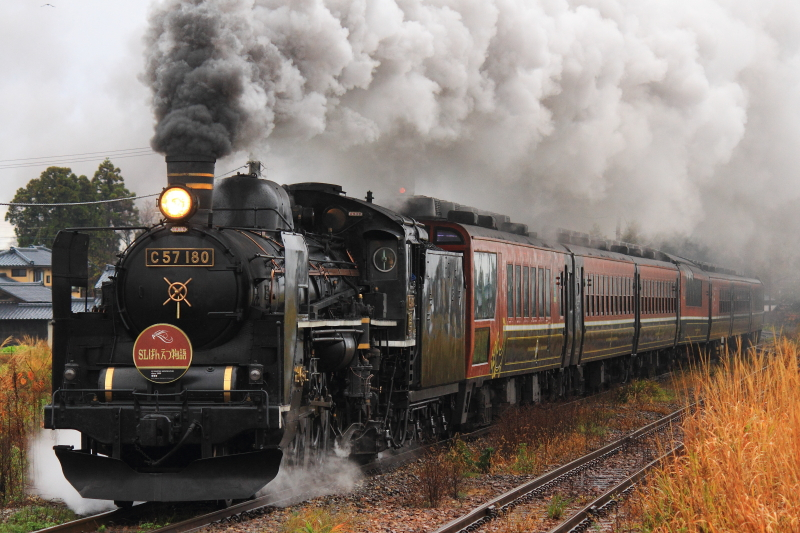
SL Ban'etsu Monogatari
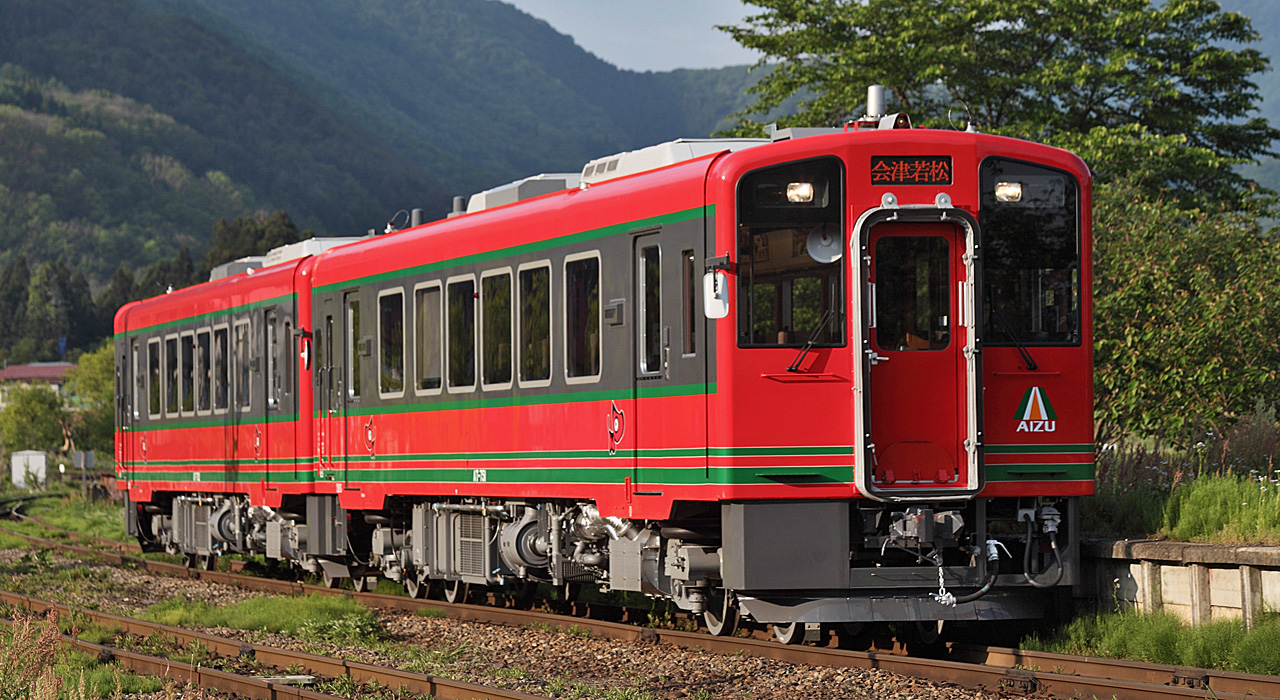
Aizu Railway Série AT-700

### Ancien
Cette liste n'est pas exhaustive.

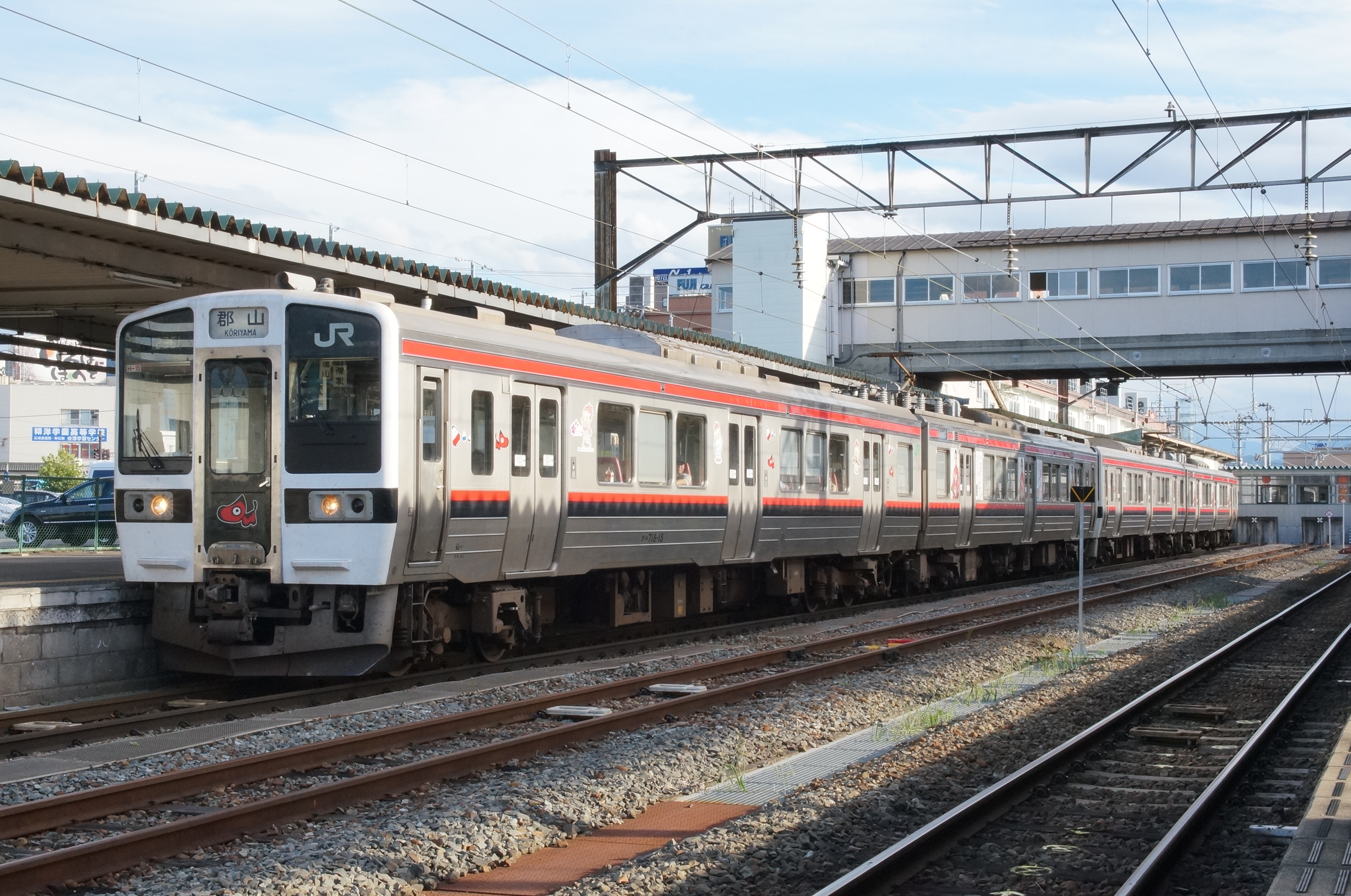
Série 719-0
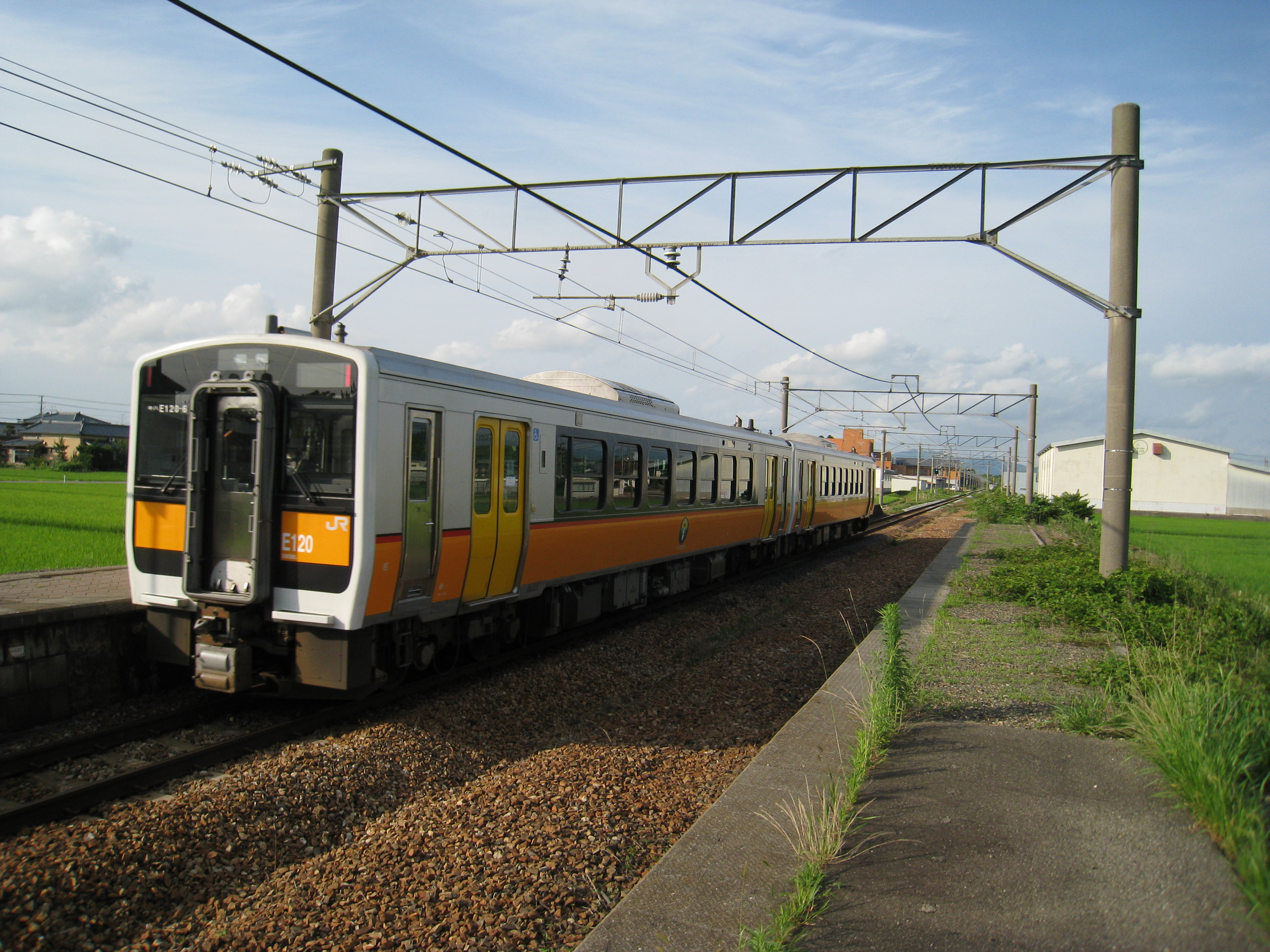
Série KiHa E120
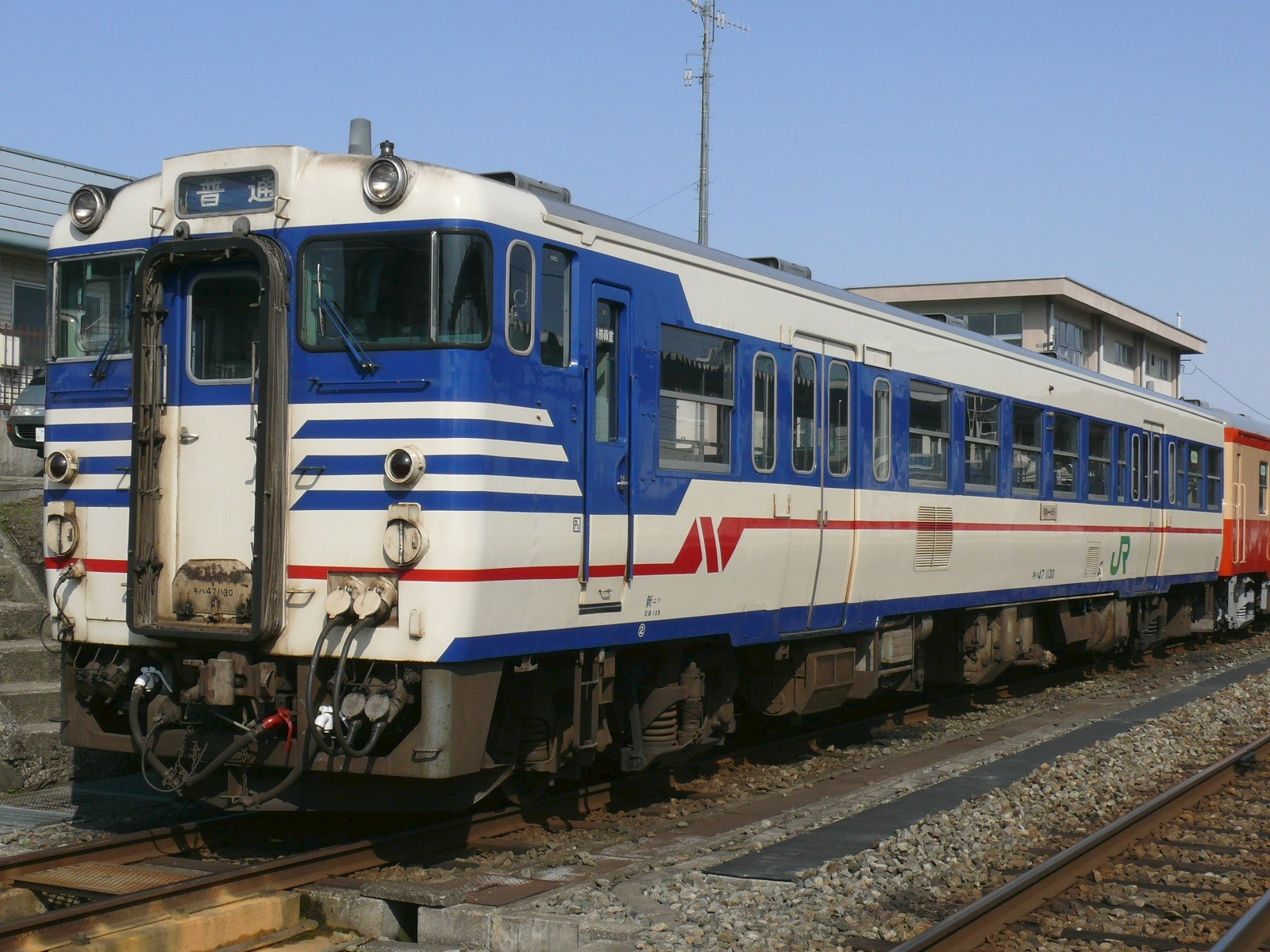
Série KiHa 40/47/48